# RhoD
Ras 상동 유전자 패밀리, 구성원 D (Ras homolog gene family, member D, RhoD)는 작은(~21kDa) 신호 G단백질이며, GTP에이스의 Rho 패밀리의 Rac 서브패밀리의 구성원이다. RHOD 유전자에 의해 암호화된다.
이것은 GTP에 결합하고 엔도솜 역학 및 액틴 세포 골격의 재구성에 관여하며 세포 골격의 기능과 막 수송을 조정할 수 있다.

## 상호작용
RhoD는 CNKSR1 및 DIAPH2와 상호작용하는 것으로 나타났다.